# Jacques Ignace Hittorff
Jacques Ignace Hittorff (sinh ngày 20 tháng 8 năm 1792 tại Cologne – mất ngày 25 tháng 3 năm 1867 tại Paris) là một kiến trúc sư người Pháp. Jacques Ignace Hittorff đã kết hợp những chất liệu mới, đặc biệt là gang, với trường phái Beaux-Arts cổ điển. Ông là một trong những thành viên của nhóm người đã thiết kế Grand Hôtel du Louvre (nhóm này còn có Alfred Armand, Auguste Pellechet và Charles Rohault de Fleury).